# Campomele dysplasie
Campomele dysplasie (hierna af te korten tot CD) is een zeldzame skeletafwijking. Campomele (of camptomele) verwijst naar de verkromming van de ledematen en dysplasie betekent abnormale vorming of groei van weefsel.

## Beschrijving
CD werd in 1970 voor het eerst beschreven. Het is een zeldzame aandoening die bij 1 op de 40.000-400.000 voorkomt. Zo'n 90-95% van de kinderen overlijdt kort na de geboorte of in het eerste levensjaar door ademhalingsproblemen. Door verbetering van de behandeling van de ademproblemen overleeft tegenwoordig een groter percentage.
De oorzaak van CD is een mutatie in het SOX9-gen op chromosoom 17. Dit gen is verantwoordelijk voor de ontwikkeling van het kraakbeen en is ook betrokken bij de geslachtsbepaling. Een deel van de kinderen met CD zijn genetisch een jongen (XY), maar hebben een ander fenotype. Deze kinderen zien er niet helemaal uit als een jongen of lijken een meisje.
Als CD bij een kind wordt ontdekt, is er meestal sprake van een nieuwe mutatie, soms is een van de ouders al drager. CD is een autosomaal dominante aandoening, dit is een erfelijke ziekte die niet geslachtsgebonden is. Het kind van een ouder die het gen voor CD heeft, loopt 50% kans dit gen over te erven. Als dit aangetaste gen overgeërfd wordt, zal de ziekte tot uiting komen, want het is dominant over het gezonde gen.
Doordat tegenwoordig aan alle zwangeren een 20 weken echo wordt aangeboden en velen ook daadwerkelijk van dat aanbod gebruikmaken, komt CD veel eerder aan het licht. Het opvallendste kenmerk van CD zijn de verkrommingen aan dij- en scheenbenen. De combinatie van deze gebogen beenderen, misvormde borstwervels, kleine schouderbladen en klompvoetjes komt uitsluitend bij CD voor.
Verder onderzoek kan gedaan worden door een vruchtwaterpunctie of vlokkentest waarbij het DNA op CD onderzocht dient te worden. Dit DNA-onderzoek (of array-test) gebeurt in Freiburg, Duitsland.
Tijdens de zwangerschap kan er sprake zijn van te veel vruchtwater. Door de kleine terugwijkende onderkaak kan het kind moeilijk slikken en de afwijking zelf is een kenmerk voor te veel aan vruchtwater. Hierdoor is de buik gespannen waardoor harde buiken veel kunnen voorkomen. Ook is er een verhoogd risico op vroeggeboorte. Door de druk van het vruchtwater kunnen de vliezen vroegtijdig breken. De gynaecoloog kan eventueel een teveel aan vruchtwater aftappen.

## Kenmerken
Klinische kenmerken van CD zijn:
- De schedel is lang en smal met een prominent voor- en achterhoofd
- Platte wenkbrauwen en neusrug
- Kleine neus en mond
- Kleine en/of terugwijkende onderkaak
- Soms een gespleten gehemelte (palato schisis)
- Laaggeplaatste oren
- Korte, smalle, soms schuin omhoog wijzende oogleden
- Korte nek met een huidplooi aan de achterkant
- Kleine, smalle, koepelvormige borstkas met 11 paar ribben ivp 12
- Verkromming (voor-, achterwaarts of zijdelings) van de wervelkolom
- Kleine schouderbladen
- Verkorte armen en benen
- Verkromming van de bovenbenen en scheenbenen en soms ook van de armen
- Gekruiste onderbenen
- Vaak een kuiltje op de schenen (shin dimple)
- Korte handen
- Klompvoetjes
- Dislocatie van heupen en soms ook van de knieën of ellebogen
- Bij 25% komt hartafwijkingen voor
- De buik lijkt soms groter door de kleine borstkas
- Bij 1/3 komt nierafwijkingen voor (verwijde nierbekkens)

Het grootste probleem bij CD is de ademhaling. Door CD zijn de kraakbeenringen die de luchtpijp open houden niet goed aangelegd. Hierdoor worden de bovenste luchtwegen heel nauw of ze vallen dicht, waardoor het moeilijk beademen is. Kinderen met CD hebben direct na de geboorte vaak gespecialiseerde zorg nodig op een intensive care voor pasgeborenen.
De intelligentie en ontwikkeling van kinderen met CD kunnen uiteenlopen. De reuk kan aangedaan zijn. Kinderen met CD kunnen slechthorend zijn door een slechte ontwikkeling van de gehoorbeentjes, afwijkende schedelvorm en/of herhaaldelijke oorontstekingen.

## Prognose
Een groot percentage van de kinderen met CD komt te overlijden. Als de diagnose is gesteld tijdens de zwangerschap zal, in overleg met de gynaecoloog, nagedacht kunnen worden over het voortzetten of afbreken van de zwangerschap. De meeste kinderen overlijden kort na de geboorte of in het eerste levensjaar, door problemen met de ademhaling. Ze zijn ook erg vatbaar voor luchtweginfecties. Ook de verkromming van de rug kan ademhalingsmoeilijkheden veroorzaken, alsook een verlies van het loopvermogen.
Vaak zijn operaties nodig aan de wervelkolom of aan de benen en voeten vanwege de misvormingen. De groei moet in de gaten gehouden worden, want kinderen met CD blijven klein. Zeker in combinatie met intake problemen. Slikken is soms lastig en sondevoeding biedt dan uitkomst.
De prognose voor kinderen met CD is slecht, maar leven met CD is soms wel mogelijk. Doordat het een zeldzame aandoening is en slechts een heel klein percentage in leven blijft, is er onvoldoende informatie om iets te zeggen over het functioneren van mensen met CD op volwassen leeftijd. Campomele dysplasie komt maar heel zelden voor bij meerdere kinderen in één gezin. Omdat kinderen met CD vaak overlijden na de geboorte, wordt de ziekte niet doorgegeven. Het komt voor dat de aanleg in een deel van de zaad- of eicellen voorkomt en zodoende meer kinderen in het gezin kan aandoen. Vaak zijn er dan wel uiterlijke kenmerken terug te vinden in de familielijn.